# Нетерпіння душі
«Нетерпіння душі» — радянський художній фільм 1986 року, знятий кіностудією «Білорусьфільм».

## Сюжет
1918 рік, народний учитель Пантелеймон Миколайович Лепешинський, залишивши високий пост в Наркоматі просвіти, переїжджає з родиною в рідне село Литвиновичі, де робить спробу створити першу в країні трудову школу-комуну.

## У ролях
- В'ячеслав Тихонов —  Пантелеймон Миколайович Лепешинський
- Ольга Гобзєва —  Ольга Борисівна Лепешинська, дружина Лепешинського
- Анна Лаухіна —  Ольга Лепешинська, дочка Лепешинського
- Володимир Носик —  Андрій Михайлович Зернов
- Лев Перфілов —  Прокопович, учитель
- Володимир Конкін —  Максиміліанов, голова ревкому
- Вадим Александров —  матрос біля ревкому
- Стефанія Станюта —  мати Лепешинського
- Юрій Свірін —  Гнат, батько Тимошки
- Петро Юрченков  —  Тимошка, син Гната
- Ігор Сусенкевич —  Стефан, син Павла
- Володимир Ставров —  Ларик
- Володимир Кисіль —  Єрема
- Оксана Давидова —  Настя
- Олександр Моїсеєв —  Петро
- Вадим Липницький —  Алесь
- Павло Кормунін —  дідусь Алеся
- Віктор Гоголєв —  монах
- Віктор Тарасов —  Віктор Павлович
- Олег Мірошников —  Циммерман, комісар
- Лідія Мордачова —  Степанида, мати Насті

## Знімальна група
- Режисер — Валерій Пономарьов
- Сценаристи — Юлій Ніколін, Євген Радкевич
- Оператор — Анатолій Клейменов
- Композитор — Валерій Іванов
- Художник — Ігор Топілін